# Синдром больного здания
Синдром больного здания (от англ. Sick Building Syndrome (SBS)) — это состояние, при котором люди в здании страдают от симптомов болезни или заражаются хроническими заболеваниями от здания, в котором они работают или проживают. Вспышки могут быть прямым результатом ненадлежащих методов очистки. SBS также использовался для описания проблем персонала в послевоенных зданиях в стиле брутализма с неправильно спланированной аэродинамикой здания, дефекты в строительных материалах или процессе сборки и/или ненадлежащее техническое обслуживание. Некоторые симптомы, как правило, усиливаются по мере того, как люди проводят время в здании; часто улучшается с течением времени или даже исчезает, когда люди находятся вдали от здания. SBS также используется взаимозаменяемо с «симптомами, связанными со зданием», что ориентирует название состояния на симптомы пациентов, а не на «больное» здание. В докладе Всемирной организации здравоохранения (ВОЗ) за 1984 год было высказано предположение, что до 30 % новых и реконструированных зданий во всем мире могут быть предметом жалоб, связанных с плохим качеством воздуха в помещениях. Другие причины были приписаны загрязнителям, образующимся в результате газообразования некоторых видов строительных материалов, летучие органические соединения, плесень, неправильная вытяжная вентиляция озона (побочный продукт некоторых офисных машин), легкие промышленные химикаты, используемые внутри, или отсутствие адекватного забора свежего воздуха/фильтрации воздуха.
Основным идентифицирующим наблюдением является повышенная частота жалоб на такие симптомы, как головная боль, раздражение глаз, носа и горла, усталость, головокружение и тошнота. На самом деле Оксфордский словарь английского языка 1989 года определяет SBS именно так. Всемирная организация здравоохранения создала 484-страничный том о качестве воздуха в помещениях ещё в 1984 году, когда SBS приписывали только неорганическим причинам, и предположила, что книга может послужить основой для законодательства или судебных разбирательств.
Шведский исследователь по имени Терн утверждает, что «методология тематического исследования может способствовать лучшему пониманию и управлению синдромом больного здания.» В конкретном случае, который он изучал, через много лет само здание было осуждено. Причины болезней зданий часто связывают с недостатками в системах отопления, вентиляции и кондиционирования воздуха (ОВКВ). Однако были противоречивые выводы о том, приводят ли системы кондиционирования воздуха к SBS или нет.

## История
В конце 1970-х годов было отмечено, что неспецифические симптомы отмечались жильцами недавно построенных домов, офисов и детских садов. В СМИ это называлось «служебной болезнью». Термин «синдром больного здания» был введен ВОЗ в 1986 году, когда они также подсчитали, что 10-30 % вновь построенных офисных зданий на Западе имеют проблемы с воздухом в помещениях. Ранние датские и британские исследования сообщили о симптомах.
Плохая внутренняя обстановка привлекла внимание. Шведское исследование аллергии (SOU 1989:76) определило «больное здание» как причину эпидемии аллергии, как и опасались. Поэтому в 1990-х годах было проведено обширное исследование «больного здания». Различные физические и химические факторы в зданиях были исследованы широким фронтом.
Эта проблема все чаще освещалась в средствах массовой информации и описывалась как «бомба замедленного действия». Многие исследования проводились в отдельных зданиях.
В 1990-е годы «больные здания» противопоставлялись «здоровым зданиям». Было подчеркнуто химическое содержание строительных материалов. Многие производители строительных материалов активно работали над тем, чтобы получить контроль над содержанием химических веществ и заменить критикуемые добавки. Вентиляционная промышленность выступала прежде всего за более хорошо функционирующую вентиляцию. Другие воспринимали экологическое строительство, натуральные материалы и простые методы как решение.
В конце 1990-х годов возросло недоверие к концепции «больного здания». Диссертация в Каролинском институте в Стокгольме в 1999 году поставила под сомнение методологию предыдущих исследований, а датское исследование 2005 года экспериментально показало эти недостатки. Было высказано предположение, что синдром больного здания на самом деле не является когерентным синдромом и не является болезнью, подлежащей индивидуальному диагнозу, а представляет собой совокупность до дюжины полуродственных заболеваний. В 2006 году Шведский национальный совет здравоохранения и социального обеспечения рекомендовал в медицинском журнале Läkartidningen, чтобы «синдром больного здания» не использовался в качестве клинического диагноза. После этого в исследованиях все реже стали использоваться такие термины, как «больные здания» и «синдром больного здания». Тем не менее, это понятие остается живым в популярной культуре и используется для обозначения набора симптомов, связанных с плохим проектированием домашней или рабочей среды.
Синдром больного здания быстро прошел путь от средств массовой информации до зала суда, где профессиональные инженеры и архитекторы стали обвиняемыми и были представлены их соответствующими страховщиками профессиональной практики. Разбирательство неизменно опиралось на свидетелей-экспертов, медицинских и технических экспертов, а также управляющих зданиями, подрядчиков и производителей отделки и мебели, свидетельствующих о причинах и следствиях. Большинство из этих действий привели к заключенным мировым соглашениям, и ни одно из них не было драматичным. Страховщики нуждались в защите, основанной на Стандартах профессиональной практики, чтобы выполнить решение суда, в котором говорилось, что в современном, по существу герметичном здании системы ОВКВ должны производить воздух для дыхания, пригодный для потребления человеком. ASHRAE (Американское общество инженеров по отоплению, охлаждению и кондиционированию воздуха, в настоящее время насчитывающее более 50 000 международных членов) взяло на себя задачу кодификации своего стандарта качества воздуха в помещениях (IAQ).
Эмпирическое исследование ASHRAE определило, что «приемлемость» является функцией скорости вентиляции на открытом воздухе (свежий воздух), и использовало углекислый газ в качестве точного измерения присутствия и активности жильцов. Строительные запахи и загрязняющие вещества будут надлежащим образом контролироваться с помощью этой методологии разбавления. ASHRAE кодифицировала уровень 1000 ppm углекислого газа и указала на использование широко доступного оборудования для измерения и контроля для обеспечения соответствия. В 1989 году в выпуске ASHRAE 62.1-1989 были опубликованы причины и отменены требования 1981 года, которые были направлены на уровень вентиляции 5000 ppm углекислого газа (предел рабочего места OAHA), установленный на федеральном уровне для минимизации потребления энергии системой ОВКВ. Это, по-видимому, положило конец эпидемии SBS.

## Признаки и симптомы
Документально подтверждено, что воздействие аэрозолей на человека приводит к различным неблагоприятным последствиям для здоровья. Жильцы зданий жалуются на такие симптомы, как сенсорное раздражение глаз, носа или горла; нейротоксические или общие проблемы со здоровьем; раздражение кожи; неспецифические реакции гиперчувствительности; инфекционные заболевания; и ощущения запаха и вкуса. Воздействие плохих условий освещения приводит к общему недомоганию.
Внешний аллергический альвеолит был связан с присутствием грибков и бактерий во влажном воздухе жилых домов и коммерческих офисов. Исследование, проведенное в 2017 году, коррелировало несколько воспалительных заболеваний дыхательных путей с объективными доказательствами повреждений, вызванных влажностью в домах.
ВОЗ классифицировала сообщенные симптомы по широким категориям, включая: раздражение слизистых оболочек (раздражение глаз, носа и горла), нейротоксические эффекты (головные боли, усталость и раздражительность), астму и астмоподобные симптомы (стеснение в груди и хрипы), сухость и раздражение кожи, желудочно-кишечные жалобы и многое другое.
Несколько больных жильцов могут сообщать об отдельных симптомах, которые, по-видимому, не связаны между собой. Ключом к открытию является увеличение частоты заболеваний в целом с началом или обострением в течение довольно близкого периода времени — обычно в течение нескольких недель. В большинстве случаев симптомы SBS исчезнут вскоре после того, как обитатели покинут определённую комнату или зону. Однако могут наблюдаться затяжные эффекты различных нейротоксинов, которые могут не проясниться, когда обитатель покидает здание. В некоторых случаях — особенно у чувствительных людей — могут быть долгосрочные последствия для здоровья.